# Small penis humiliation
Small penis humiliation ou SPH (em português: "humilhação de pênis pequeno") é uma forma verbal de humilhação erótica dentro das práticas BDSM onde uma pessoa dominante geralmente degrada consensualmente o pênis de um parceiro submisso. A prática pode envolver atos sexuais ou apenas a humilhação verbal em si que pode ser realizada em ambiente público ou particular.
Homens submissos que gostam de SPH não necessariamente possuem um pênis pequeno. Eles geralmente gostam da ideia de serem humilhados e de terem o pênis sendo tratado como inútil, especialmente envolvendo ofensas relacionadas ao tamanho do pênis ou zombando do pênis em geral. Algumas mulheres têm excitação sexual com o poder de julgar e humilhar o pênis de um homem. Para muitas pessoas, o ato de enfraquecer o senso de masculinidade imposto pela sociedade pode ser erótico.
SPH é frequentemente associado com o cuckold quando o homem submisso é rejeitado e humilhado com o argumento de que ele não consegue satisfazer sua parceira ou de que o pênis dele não é grande o suficiente para dar prazer à alguém. Algumas pessoas também relacionam o SPH com o fetiche de feminização e, em alguns casos, até comparam o tamanho do pênis do submisso com o tamanho de um clitóris durante a humilhação consensual, porém, essa forma de degradação não é bem aceita pela maioria das dominadoras por acharem que a genitália feminina não deve ser usada como ofensa.
Muitas vezes o small penis humiliation é realizado pela internet, onde o submisso mostra uma foto do pênis dele com o propósito de ser humilhado. Em muitos casos, há também sessões de BDSM via webcam, onde a dominatrix humilha o submisso através de vídeos, prática comum em alguns sites de entretenimento adulto como o ManyVids.